# 早稲田大学政治経済学部

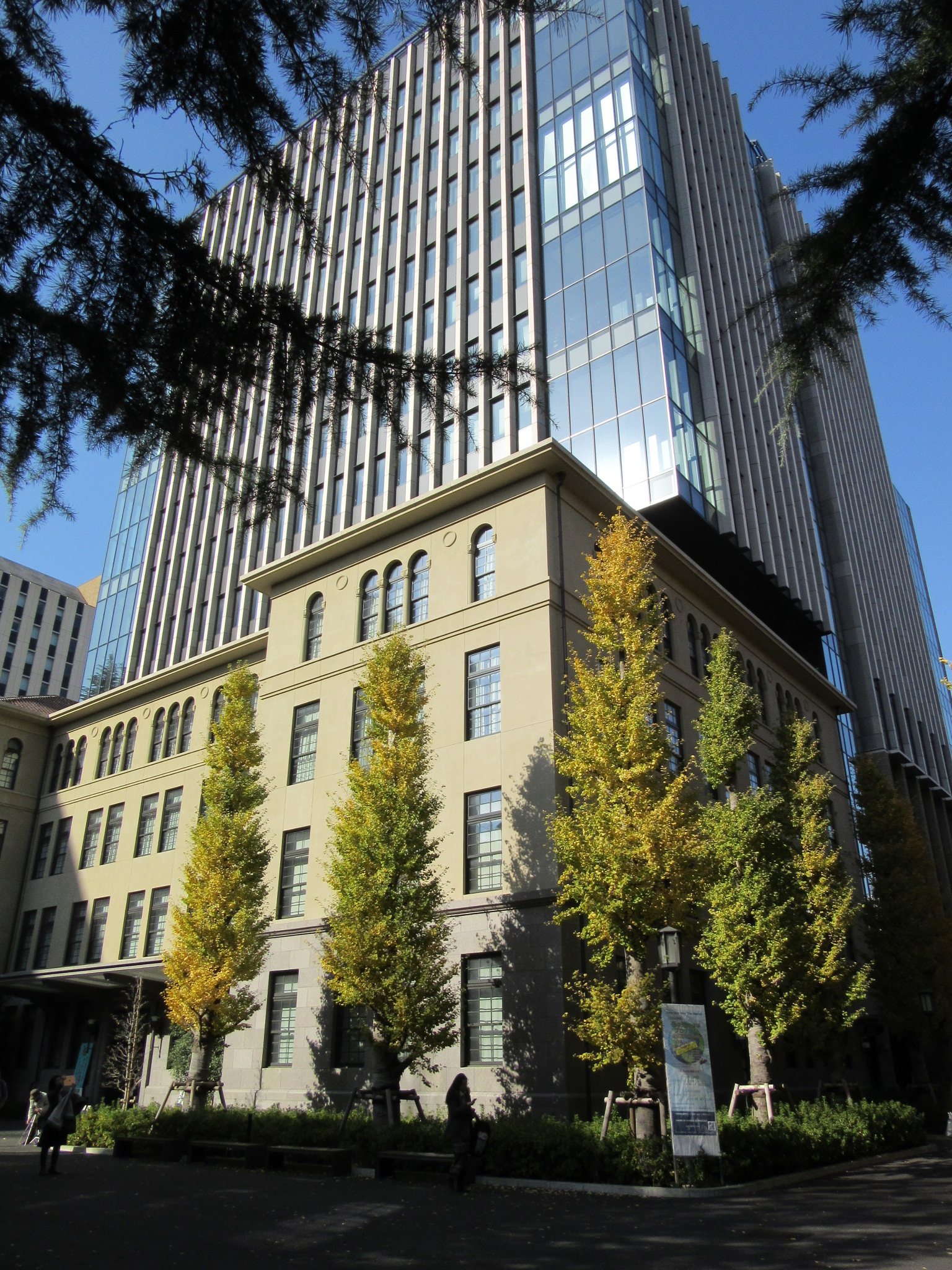
校舎（政治経済学部の拠点である早稲田キャンパス3号館）

早稲田大学政治経済学部（わせだだいがく せいじけいざいがくぶ、英語: Waseda University School of Political Science and Economics, 'PSE'）は、早稲田大学が設置する教育・研究機関。略称は政経、PSE。

## 概説

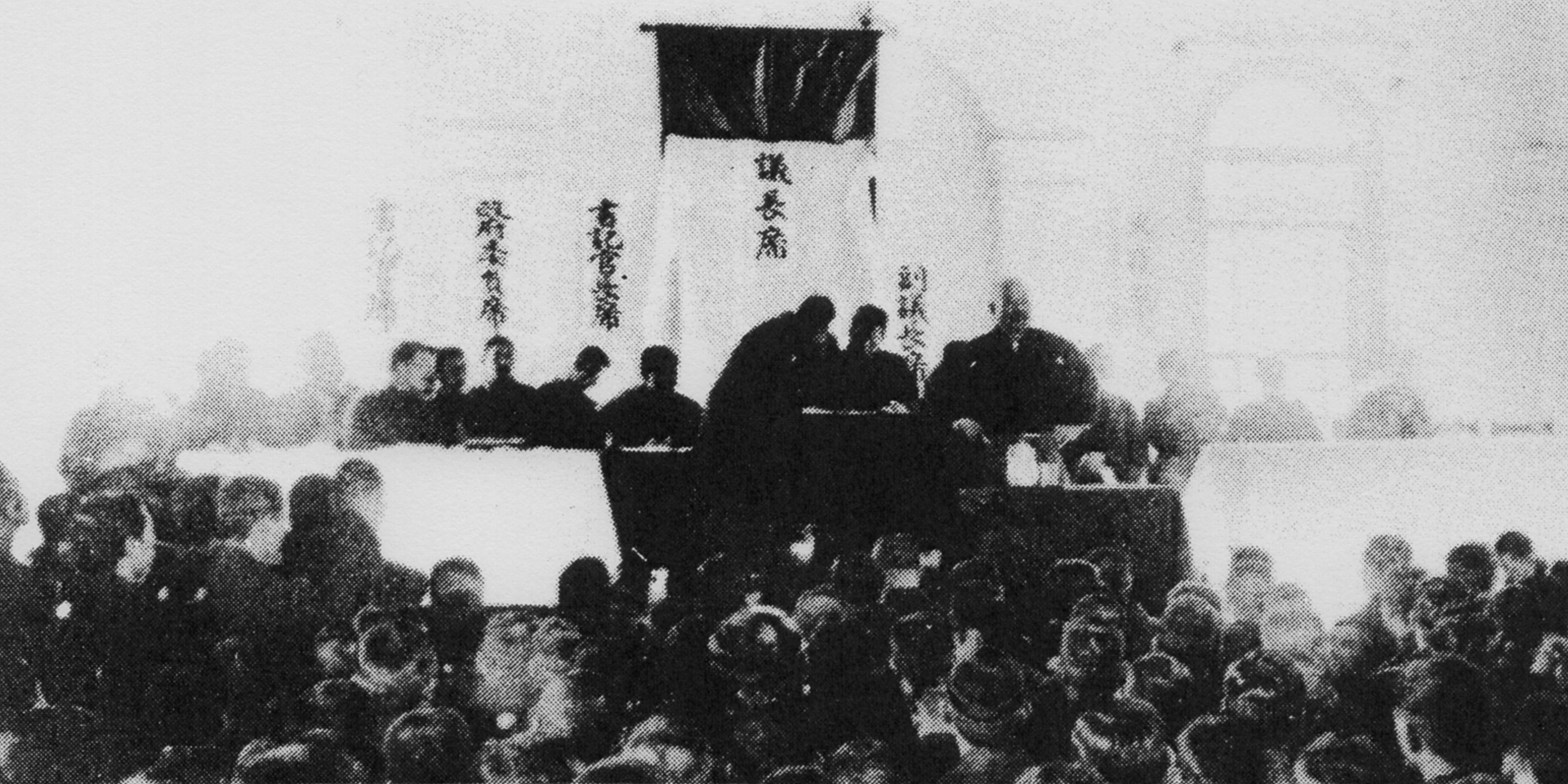
早稲田大学擬国会（1910年）

早稲田大学政治経済学部は、1882年の東京専門学校設立時に政治経済学科として設置されたのが起源である。1902年の早稲田大学設置の際は、法学科、文学科とともに政治経済学科が大学部に設置された。当時、政治学を法学の一部としていたドイツを起原とする認識が興隆していた中、早稲田大学は経済学と政治が渾然一体となったイギリス式を参考にした「政治経済学部」を発足させた。
戦後の1949年には第一政治経済学部（政治・経済・新聞・自治行政学科）と第二政治経済学部（政治・経済）が設置されたが、後者は1973年に廃止された。また、第一政治経済学部の自治行政学科と、GHQの指導によってつくられた新聞学科は、どちらも1966年に新規募集が停止された。
入試制度においては、従来の一般入試に加えて1999年からはAO入試が、2007年からはセンター試験利用入試が導入された。また2010年より9月入学制度および「英語学位プログラム」（EDESSA）を設け、多様な学生の確保を図っている。
2018年には、18歳人口の減少に合わせて早稲田政経学部の学部生の定員を減らし、大学院生を増やす計画をスタートした。その一環で、2021年度入試から早稲田政経学部の一般入試の募集定員を450名から300名に減らすとともに、大学入学共通テストの数学を必修として受験生に課すことを発表した。
須賀晃一学部長は「基礎的な力と同時に、論理的思考力を身につけた学生に来てもらいたい」と述べ、私立大学文系入試対策として特定科目を長時間勉強してきたような学生は、早大政経学部には不適当であるとした。
卒業生は政界・官界・財界・メディア界などの第一線で活躍しており、歴史を俯瞰しても多数の人材を輩出している名門学部である。2018年に第17代早稲田大学総長に政治経済学部政治学科教授の田中愛治が選出された。政治経済学部出身者の総長としては、第9代総長時子山常三郎以来50年ぶりとなった。

## カリキュラム
政治学科と経済学科と国際政治経済学科は共通の必修科目が多い。また、学科によってその授業科目が必修か選択かに分かれていることがある。
政治学科では、政治学、法律学、経済学、社会学など広い範囲を学ぶ。具体的には、「現代政治」、「比較政治」、「国際関係」、「公共政策」、「政治思想・政治史」などを学んでいく。
経済学科では、経済の基礎から理論、応用まで幅広く学ぶ。具体的には、入門期のマクロ経済学、ミクロ経済学、統計学から、専門分野の「経済理論」、「経済思想・経済史」、「経済政策」、「実証分析」、「国際経済」、「金融」などを学んでいく。
国際政治経済学科では、政治学と経済学の相互作用を重視し、国際性と政策性をミックスした実践的で学際的な内容を学ぶ。具体的には、「政治分析」、「国際関係論」、「公共哲学」、「比較政治学」、「経済数学」、「ゲーム理論」、「国際政治経済学」、「日本外交論」、「国際貿易論」などを学んでいく。
外国語科目は、英語を必修とし、第二外国語は、ドイツ語・フランス語・ロシア語・中国語・スペイン語・イタリア語・朝鮮語から1言語を選択する。
教員免許については、教職に必要な科目を履修することで、高等学校教諭・一種免許状（地理歴史，公民 (教科)）、中学校教諭・一種免許状（社会 (教科)）の資格取得が可能である。

## 沿革
出典

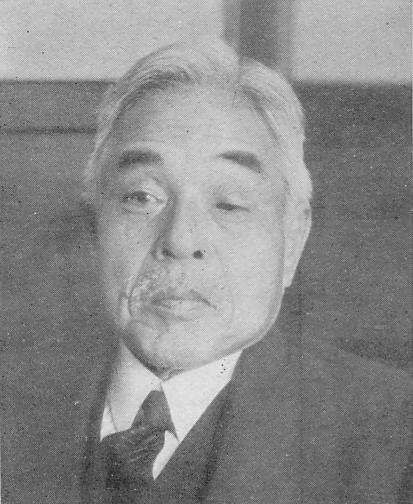
安部磯雄（大学令による初代学部長）

- 1882年 - 東京専門学校創設（政治経済学科、法律学科、理学科、英学科設置）
- 1902年 - 早稲田大学と改称、大学部（政治経済学科、法学科、文学科）と専門部を新設
- 1904年 - 専門学校令準拠の専門学校となる
- 1920年 - 大学令準拠の大学となり、政治経済学部（政治学科・経済学科）、法学部、文学部、商学部、理工学部を設置
- 1925年 - 専門学校令による大学部廃止
- 1933年 - 本部校舎（旧3号館南側）竣工
- 1934年 - 政・法校舎（旧3号館北側）竣工
- 1946年 - 新聞学科を設置
- 1948年 - 専門部政治経済科に自治行政専攻を設置
- 1949年 - 新制早稲田大学11学部開校、第一政治経済学部に政治・経済・新聞・自治行政学科、第二政治経済学部に政治・経済学科設置
- 1951年 - 旧制学部最後・新制学部最初の卒業式を挙行、旧制の専門部および専門学校廃止、新制早稲田大学大学院6研究科設置（修士課程）により、大学院政治学研究科及び大学院経済学研究科修士課程開設
- 1953年 - 新制早稲田大学大学院6研究科設置（博士課程）により、大学院政治学研究科及び大学院経済学研究科博士課程設置
- 1966年 - 第一政治経済学部新聞学科・自治行政学科、第二政治経済学部学生募集停止
- 1973年 - 第二政治経済学部廃止、第一政治経済学部新聞学科・自治行政学科廃止、第一政治経済学部を政治経済学部に改称
- 1991年 - 学部指定校推薦入試の導入
- 1996年 - 学部カリキュラム改革、コース別に学科目を配置、卒業単位を142単位から124単位に削減
- 1999年 - 学部AO方式による総合選抜入学試験の導入
- 2004年 - 学部に国際政治経済学科新設、政治学科・経済学科・国際政治経済学科の3学科体制になる、学術院制度導入により、政治経済学部、大学院政治学研究科、大学院経済学研究科、大学院公共経営研究科、及び現代政治経済研究所から成る政治経済学術院設置
- 2006年 - 学部セメスター科目導入（一部科目をセメスター化：半期週2回／4単位）
- 2007年 - 学部センター入試の導入
- 2010年 - 9月入学英語による学位プログラム（学部・大学院）の開始
- 2011年 - 旧3号館解体
- 2012年 - 大学院公共経営研究科を大学院政治学研究科に統合し、大学院政治学研究科公共経営専攻（専門職学位課程）設置
- 2014年 - 新3号館竣工

## 学部
- 政治経済学部
  - 政治学科 (Department of Political Science)[9][10]
  - 経済学科 (Department of Economics)[9][10]
  - 国際政治経済学科 (Department of Global Political Economy)[9][10]

## 大学院
- 大学院政治学研究科
- 大学院経済学研究科
- 公共経営大学院
  - 2020年度9月入学者を以って学生募集を停止し、2021年4月から修士課程政治学専攻「グローバル公共政策コース」に統合[11]
- 現代政治経済研究所

## キャンパス・学部棟
本部キャンパスである早稲田キャンパスに属する。早稲田大学3号館が政治経済学部の中心的な学部棟であり、1933年の完成以来、旧3号館が長年政治経済学部の拠点として使われてきた。その後、建物の老朽化等により2011年に旧3号館は取り壊され、2014年9月に同地にその外観の一部を再現した「新3号館」（地上14階、地下2階建て）が完成した。2017年11月に第58回BCS賞特別賞（日本建設業連合会）受賞。

## 刊行物
早稻田大學政治經濟學會は1925年から「早稻田政治經濟學雜誌」を発行していた。しかし、早稻田大學政治經濟學會の趣旨に合致する研究論文を掲載する学術誌が国内外で多く発刊されている状況から、2024年5月1日休刊が発表された。

## 著名な出身者

### 政官界
- 福田康夫（第91代内閣総理大臣、第67-69代内閣官房長官、内閣府特命担当大臣（男女共同参画）、第41代沖縄開発庁長官、衆議院議員）
- 野田佳彦（第95代内閣総理大臣、第14代財務大臣、衆議院議員）
- 世耕弘成（第22-23代経済産業大臣兼産業競争力担当大臣兼国際博覧会担当大臣兼ロシア経済分野協力担当大臣兼原子力経済被害担当大臣兼内閣府特命担当大臣（原子力損害賠償・廃炉等支援機構）、内閣官房副長官、参議院議員）
- 額賀福志郎（第79-80代衆議院議長、第7-8代財務大臣、第60・71代防衛庁長官、経済財政政策担当大臣、第58代経済企画庁長官、内閣官房副長官、衆議院議員）
- 河野洋平（第71-72代衆議院議長、第16代自由民主党総裁、副総理兼第118・123-125代外務大臣、第55代内閣官房長官、第39代科学技術庁長官）
- 奥田敬和（第65代運輸大臣、第41代自治大臣、第50代国家公安委員会委員長、第44代郵政大臣、衆議院議員、石川県議会議員）
- 衛藤征士郎（第64代衆議院副議長、第57代防衛庁長官、衆議院議員、参議院議員、大分県玖珠町長）
- 赤松広隆（第65・67代衆議院副議長、第49代農林水産大臣、衆議院議員、愛知県議会議員）
- 石田博英（内閣官房長官、労働大臣、運輸大臣）
- 本間俊一（衆議院議員）
- 北村誠吾（内閣府特命担当大臣（地方創生）、衆議院議員）
- 石田真敏（衆議院議員、元総務大臣）
- 山本順三（参議院議員、国家公安委員会委員長、内閣府特命担当大臣、参議院予算委員長）
- 岩屋毅（衆議院議員、外務大臣、元防衛大臣、元外務副大臣）
- 小渕優子（衆議院議員、元経済産業大臣、内閣府特命担当大臣、財務副大臣、大学院修士課程入学）
- 長浜博行（参議院議員、元環境大臣兼原発事故担当大臣、内閣官房副長官）
- 大塚耕平（参議院議員、旧国民民主党代表）
- 西村明宏（衆議院議員）
- 三宅伸吾（参議院議員）
- 渡辺周（衆議院議員、元防衛副大臣）
- 長峯誠（元参議院議員、元都城市長）
- 大岡敏孝（衆議院議員）
- 森田俊和（衆議院議員）
- 青山繁晴（参議院議員、前独立総合研究所代表取締役社長、元共同通信政治部官邸キャップ、三菱総研研究員）
- 柴田巧（参議院議員）
- 小沼巧（参議院議員、元経産官僚、元ボストン・コンサルティング・グループ社員）
- 津島文治（元青森県知事）
- 黒岩祐治（神奈川県知事）
- 川勝平太（静岡県知事）
- 小塚郁也（防衛研究所主任研究官、中東安全保障）
- 橋下徹（弁護士、元大阪府知事、大阪市長）
- 東国原英夫（元宮崎県知事、衆議院議員、社会人入学）
- 平山誠敏（青森県五所川原市長）
- 和泉聡（栃木県足利市長）
- 川合善明（埼玉県川越市長）
- 田中龍夫（埼玉県入間市長）
- 熊谷俊人（千葉県知事、元千葉市長）
- 武井雅昭（東京都港区長）
- 濱野健（東京都品川区長）
- 多田正見（元東京都江戸川区長）
- 高橋勝浩（東京都稲城市長）
- 加藤久雄（長野県長野市長）
- 吉田信解（埼玉県本庄市長）
- 田辺信宏（静岡県静岡市長）
- 夏野修（富山県砺波市長）
- 奈良俊幸（福井県越前市長）
- 中馬馨（元大阪府大阪市長）
- 横山昊太（元岡山県岡山市長）
- 松浦正人（山口県防府市長、全国市長会会長）
- 井原健太郎（山口県柳井市長）
- 原崎智仁 (福岡県福津市長)
- 倉重良一（福岡県大川市長）
- 関好孝（福岡県大牟田市長）
- 伊藤一長（元長崎県長崎市長）
- 山中竹春（横浜市長）
- 岸本建男（元沖縄県名護市長）
- 音喜多駿（元参議院議員、元東京都議会議員）
- 鈴木邦男（一水会最高顧問）
- 中野正剛（元衆議院議員、元ジャーナリスト）
- 大山郁夫（元衆議院議員、元雄弁会会長）
- 牧山耕蔵（元衆議院議員）
- 松村謙三（元衆議院議員、元農水大臣）
- 山道襄一（元衆議院議員）
- 田渕豊吉（元衆議院議員）
- 比佐昌平（元衆議院議員）
- 風見章（元衆議院議員、元司法大臣）
- 笹森順造（元衆議院議員、元青山学院長）
- 桜井兵五郎（元衆議院議員、元国務大臣）
- 鈴木茂三郎（元衆議院議員）
- 堀川恭平（元衆議院議員）
- 森下国雄（元衆議院議員）
- 中村三之丞（元衆議院議員、元運輸大臣）
- 高橋円三郎（元衆議院議員、元農水大臣）
- 稲村隆一（元衆議院議員）
- 平野力三（元衆議院議員、元農水大臣）
- 内藤隆（元衆議院議員）
- 稲富稜人（元衆議院議員）
- 浅沼稲次郎（元日本社会党委員長）
- 堤康次郎（元衆議院議長、西武グループ（旧コクド及び旧セゾングループ）の創業者）
- 緒方竹虎（元副総理、内閣官房長官）
- 玉澤徳一郎（元農林水産大臣）
- 石田博英（元運輸大臣）
- 橋本登美三郎（元運輸大臣）
- 佐藤観次郎（元衆議院議員）
- 佐藤観樹（元自治大臣）
- 三宅正一（元衆議院副議長）
- 菊池福治郎（元衆議院議員）
- 武藤山治（元日本社会党代議士会会長）
- 谷田川元（元衆議院議員）
- 阿知波吉信（元衆議院議員）
- 山田良司（元衆議院議員）
- 小泉俊明（元衆議院議員）
- 水野賢一（元参議院議員、元衆議院議員）
- 川内博史（衆議院議員）
- 菅原一秀（元衆議院議員、元経済産業大臣、元財務副大臣、内閣府特命担当大臣）
- 原健三郎（元労働大臣、元衆議院議長）
- 八田一朗（元レスリング選手、元参議院議員）
- 河野一郎（元建設大臣、元農林大臣・元経済企画庁長官、元長距離走選手）
- 寺澤芳男（初代多数国間投資保証機関長官、元経済企画庁長官、元野村證券副社長、元参議院議員）
- 渡辺喜美（元参議院議員、元内閣府副大臣（金融担当）、金融担当大臣兼行政改革担当大臣、みんなの党代表）
- 吉田正紀（財務官僚、元アジア開発銀行総裁補佐官、世界銀行日本代表理事）
- 三上明輝（内閣府官僚、内閣府迎賓館長、日本学術会議事務局長、内閣府政策統括官（政策調整担当））[17]
- 荒井勝喜（経産官僚、内閣総理大臣秘書官、元経済産業省商務情報政策局長）
- 宮島昭夫（外務官僚、トルコ大使、ポーランド大使）
- 香川剛廣（外務官僚、エジプト大使、アラブ連盟日本国常駐代表）
- 鈴木敦夫（防衛官僚、防衛事務次官、元防衛装備庁長官、元防衛省地方協力局長、元防衛省整備計画局長）
- 川嶋貴樹（防衛官僚、防衛省整備計画局長、大臣官房政策立案総括審議官）
- 瀧本寛（文部科学官僚、元文部科学省初等中等教育局長、元スポーツ庁次長）
- 藤野公之（文部科学官僚、東京工業大学理事、副学長（財務担当）、事務局長、元文部科学省大臣官房文部科学戦略官）
- 鎌田光明（厚生労働官僚、厚生労働省医薬・生活衛生局長）
- 若生俊彦（総務審議官、富士通アドバイザー）
- 唐澤剛（厚生労働省保険局長）
- 大塚幸寛（内閣府審議官、内閣府官房長）
- 岡本裕豪（国土交通省大臣官房政策立案総括審議官）[18]
- 塩見英之（国土交通官僚、国土交通審議官、国土交通省総合政策局長、第3代国土交通省不動産・建設経済局長、国土交通省住宅局長）[19]
- 白石隆夫（環境官僚、環境省環境再生・資源循環局長、自然環境局長）[20]
- 大塚俊郎（元東京都副知事）
- 長谷川明（東京都副知事）
- 有留武司（元東京都環境局長）
- 中嶋正宏（元東京都政策企画局長）
- 関山誠（初代横浜市国際局長）
- 村田信之（岩手県釜石市議会議員、ジャーナリスト）
- 宗野創（衆議院議員）
- 尾辻朋実（参議院議員）

### 経済界
- 柳井正（ファーストリテイリング代表取締役会長兼社長、世界長者番付日本人首位）
- 上條清文（元東京急行電鉄代表取締役社長、元日本民営鉄道協会会長）
- 大須賀頼彦（元小田急電鉄代表取締役社長）
- 小野寺研一（住友不動産代表取締役社長、会長）
- 星野晃司（小田急電鉄代表取締役社長）
- 角和夫（阪急阪神ホールディングス代表取締役社長、宝塚音楽学校理事長）
- 小林哲也（近鉄グループホールディングス代表取締役会長）
- 広瀬道明（東京ガス代表取締役社長）
- 渡邊五郎（三井物産代表取締役副社長、三井化学代表取締役会長）
- 海老沢勝二（元NHK会長）
- 福井澄郎（関西テレビ放送代表取締役会長兼社長）
- 菅谷定彦（元テレビ東京代表取締役社長）
- 島田昌幸（元テレビ東京ホールディングス代表取締役社長）
- 亀渕昭信（元ニッポン放送代表取締役社長）
- 大島一郎（元東海テレビ放送代表取締役社長）
- 大島宇一郎（中日新聞社代表取締役社長）
- 加藤巳一郎（元中日新聞社代表取締役社長および会長）
- 小山勇（元中日新聞社副社長）
- 石黒大山（元東海テレビ放送代表取締役社長）
- 杉浦正樹（中部日本放送代表取締役社長）
- 品田卓（テレビ大阪代表取締役社長）
- 楠本修二郎（カフェ・カンパニー代表取締役社長、グッドイートカンパニー代表取締役社長、東の食の会代表理事）
- 老川祥一（読売新聞グループ本社最高顧問、読売巨人軍オーナー）
- 萬直次（元日本経済新聞社社長）
- 圓城寺次郎（元日本経済新聞社社長）
- 新井明（元日本経済新聞社社長）
- 鶴田卓彦（元日本経済新聞社社長）
- 岩瀬昭典（元河北新報社東京支社長）
- 仲條亮子（YouTube日本代表、Google日本法人執行役員、元ブルームバーグ日本放送社長）
- 夏野剛（KADOKAWA代表取締役社長、ドワンゴ代表取締役社長CEO）
- 青木康晋（元朝日新聞出版社長、元週刊朝日編集長）
- 新谷学（週刊文春編集長）
- 村上太一（リブセンス代表取締役社長、東証史上最年少で上場を果たす）
- 出井伸之（ソニー社長・会長ほか）
- 長谷川閑史（武田薬品工業取締役会長）
- 水野温氏（クレディ・スイス証券取締役副会長、元日本銀行政策委員会審議委員）
- 檜垣誠司（元りそなホールディングス取締役兼代表執行役社長）
- 佐久間英利（千葉銀行頭取、全国地方銀行協会会長）
- 関根正裕（商工中金代表取締役社長）
- 請川卓（元香川相互銀行社長）
- 加賀谷武夫（元北都銀行頭取）
- 木下斉（エリア・イノベーション・アライアンス代表理事ほか）
- 滝井禧夫（北海道テレビ放送代表取締役社長）
- 中川正男（北海道文化放送代表取締役社長）
- 東功（北海道新聞代表取締役社長）
- 元谷芙美子（アパホテル社長）
- 前田裕二（SHOWROOM代表取締役社長、作家）
- 渡辺淳之介（WACK代表取締役）
- 福岡聡（埼玉りそな銀行代表取締役社長）
- 豊田鐵郎（元豊田自動織機社長）
- 伊藤浩一（豊田自動織機社長）
- 川原仁（クラレ代表取締役社長）
- 猪野薫（DIC代表取締役社長）
- 黒川明（参天製薬代表取締役会長兼CEO）
- 喜多村樹美男（西武鉄道社長）
- 古川俊太郎（任天堂株式会社代表取締役社長）

### 学術界
- 縣公一郎（行政学者）
- 阿部賢一（経済学者、第8代早稲田大学総長）
- 大河内泰樹（哲学者、京都大学教授）
- 片岡鉄哉（政治学者）
- 川出良枝（政治学者、東京大学教授）
- 姜尚中（政治学者、東京大学名誉教授）
- 北尾早霧（経済学者、東京大学教授、元ゴールドマン・サックス社員）
- 川口大司（労働経済学者）
- 川口浩（経済学者）
- 川岸令和（法学者、早稲田大学政治経済学部長）
- 齋藤純一（政治学者）
- 笹倉和幸（経済学者）
- 佐藤正（政治学者）
- 篠田英朗（政治学者、東京外国語大学教授）
- 白井聡（思想史家）
- 白木三秀（経済学者）
- 袖井林二郎（政治学者、法政大学名誉教授）
- 田中愛治（政治学者、第17代早稲田大学総長、世界政治学会会長）
- 田中孝彦（政治学者）
- 時子山和彦（経済学者、一橋大学経済学部教授)
- 時子山常三郎（経済学者、第9代早稲田大学総長）
- 深川由起子（国際経済学者）
- 福富満久（国際政治学者、一橋大学教授）
- 藤原保信（元早稲田大学教授、政治学者）
- 真柄秀子（政治学者）
- 松本保美（経済学者）
- 山本武彦（早稲田大学教授）
- 吉永元信（図書館員、国立国会図書館長、元信州豊南短期大学教授）
- 吉野孝（政治学者）
- 若田部昌澄（経済学者、日本銀行副総裁）

### その他（文化・芸能・スポーツ等）
- 久米宏（フリーアナウンサー、元TBSテレビアナウンサー）
- 筑紫哲也（ジャーナリスト、元朝日新聞編集委員、ニュースキャスター）
- 樹林伸（漫画原作者、作家）
- 茨木政彦（漫画雑誌編集者、週刊少年ジャンプ8代目編集長）
- 竹俣紅（フジテレビアナウンサー、元女流棋士）
- 羽鳥慎一（フリーアナウンサー、元日本テレビアナウンサー）
- 寺門亜衣子（NHKアナウンサー）
- 道上美璃（NHKアナウンサー）
- 吉田照美（フリーアナウンサー、元文化放送アナウンサー）
- 福原直英（フジテレビアナウンサー）
- 福永一茂（フジテレビ営業局ローカル営業部副部長、元ニッポン放送、フジテレビアナウンサー）
- 藤野彰（ジャーナリスト、元読売新聞編集委員、北海道大学名誉教授）
- 新タ悦男（TBSテレビアナウンサー）
- 河村亮（日本テレビアナウンサー）
- 久和ひとみ（ニュースキャスター、リポーター）
- 大塚範一（フリーアナウンサー、元NHKアナウンサー）
- 伊藤源太（NHKアナウンサー）
- 平石直之（テレビ朝日アナウンサー）
- 須黒清華（テレビ東京アナウンサー）
- 八幡美咲（広島ホームテレビアナウンサー、元くまもと県民テレビアナウンサー）
- 松本秀夫（フリーアナウンサー、元ニッポン放送アナウンサー）
- 芦田太郎（テレビ朝日の演出家、プロデューサー）
- 高橋弘樹（映像ディレクター、元テレビ東京プロデューサー・ディレクター）
- 粕谷賢之（日本テレビ報道局長）
- 反町理（フジテレビ報道局解説委員長兼執行役員）
- 道浦俊彦（読売テレビ報道局専門部長、元アナウンサー）
- 篠原裕明（テレビ東京報道局政治部官邸キャップ）
- 田勢康弘（政治ジャーナリスト、元日本経済新聞論説副主幹）
- 野上忠興（政治ジャーナリスト、元共同通信政治部次長）
- 岩渕勝好（産経新聞論説委員）
- 岩瀬昭典（河北新報論説委員、元取締役総務局長）
- 大谷昭宏（ジャーナリスト、元読売新聞大阪本社社会部記者）
- 江川紹子（ジャーナリスト、元神奈川新聞記者）
- 蓬莱大介（気象予報士）
- 大橋巨泉（テレビ番組司会者、ラジオパーソナリティ）
- 内野聖陽（俳優）
- 阿部祐二（リポーター、俳優）
- 市川紗椰（モデル）
- 塩川菜摘（タレント、キャスター）
- 岩崎う大（お笑い芸人、お笑いコンビ『かもめんたる』）
- 仲俣汐里（元AKB48）
- Mummy-D（ラッパー）
- 岡村喬生（バス歌手）
- 安田賢治（教育ジャーナリスト）
- 岡田武史（元サッカー日本代表監督）
- 小倉純二（元日本サッカー協会会長、元国際サッカー連盟理事）
- 南谷真鈴（登山家、冒険家、グランドスラム達成者）
- 中村太地（将棋棋士）
- 江戸川乱歩（小説家）
- 立松和平（小説家）
- イケダハヤト（ブロガー）
- 絲山秋子（作家）
- 乙武洋匡（文筆家、タレント）
- 尾崎士郎（作家）
- 豊田行二（作家）
- 来嶋靖生（歌人、編集者）
- 三枝昂之（歌人、評論家、日本歌人クラブ名誉会長、宮中歌会始選者）
- 相川司（評論家）
- 霞流一（推理作家）
- 酒井昭伸（翻訳家）
- 藤本智司（翻訳家、脚本家、ギタリスト）
- 瀬戸山美咲（劇作家、演出家）
- 田中文雄（映画プロデューサー、小説家）
- 友成純一（小説家、コラムニスト、映画評論家 ）
- 服巻浩司（声優）
- 汀一弘（翻訳家）
- 宮脇孝雄（翻訳家、随筆家、文芸評論家）
- 森英俊（評論家、翻訳家）
- 宿沢広朗（元ラグビー選手、元ラグビー日本代表監督）
- 長崎重芳（元バレーボール選手、バレーボール全日本男子元監督）
- 笠置山勝一（元力士）
- 富木謙治（初代日本合気道協会会長）
- 石黒敬七（柔道家）
- 大錦卯一郎（元力士）
- 宮川一貫（柔道家）
- 渡辺淳之介（音楽プロデューサー）
- 南圭介（俳優）
- 岡本純子（スピーチコーチ）
- 野村裕知[21]（日経BP取締役会長〈2020年 - 2023年〉、国家公安委員会委員）
- 諸星衛（北方領土問題対策協会理事長、NHKインターナショナル理事長、日本赤十字社理事）[22]
- 加藤隆則（ジャーナリスト、元読売新聞中国総局長）
- 徳野慎一郎（学校法人東福岡学園副理事長）
- 船山基紀(編曲家・中退)